# Christoph Lindenmaier

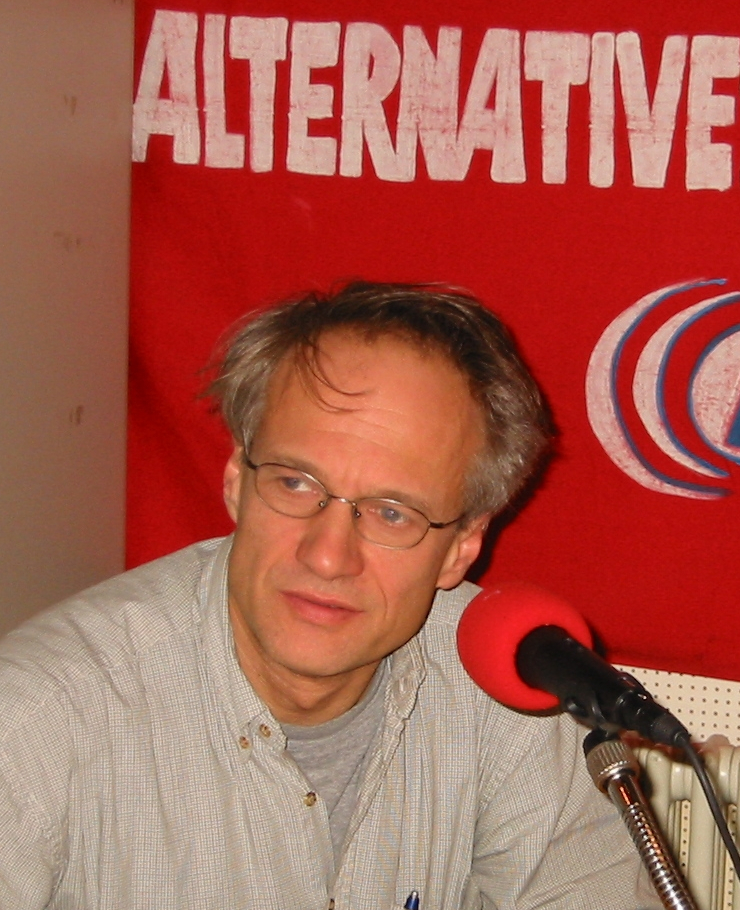
Christoph Lindenmaier (2003, 20 Jahre LoRa Zürich)

Christoph Michael Lindenmaier (* 29. Oktober 1953 in Küsnacht b. Zürich; † 29. März 2009 in Zürich) war ein Schweizer Radiopionier, Arzt und Menschenrechtsaktivist. Als Radio- und Frequenztechniker im Ingenieurbüro RED-EL entwickelte er kostengünstige Lokalradios für Europa und den globalen Süden und war Mitgründer des alternativen Lokalradios «LoRa» in Zürich. Er war Mitglied der Gewerkschaft SSM (Schweizer Syndikat Medienschaffender) und als Lehrbeauftragter für Publizistik auch in Österreich tätig. Im Rahmen der Europäischen Föderation der Freien Radios (FERL) konnte er Wesentliches zur europäischen Anerkennung des Mediums Community Radio als drittem Sektor beitragen.

## Leben und Wirken
Christoph Lindenmaier wuchs zusammen mit vier Geschwistern am rechten Ufer des Zürichsees auf. Schon während des Gymnasiums interessierte er sich, ebenso wie sein jüngerer Bruder Patrick, stark für Elektronik. «Bereits als Jugendlicher bastelte er im Keller seiner Eltern Komponenten für Amateurfunksender und versetzte seine älteren Kollegen in Staunen.» Seine Dissertation an der Medizinischen Fakultät der Universität Zürich bei Prof. Dietrich Lehmann (1929–2014) widmete er den neurophysiologischen Grundlagen des dreidimensionalen Sehens. Er verteidigte sie 1980 erfolgreich und erhielt dafür im gleichen Jahr eine Semesterprämie.
1974 und 1976 betreute er als Delegierter des Internationalen Komitees des Roten Kreuzes (IKRK) Aspekte der Kommunikation in Zypern und Jerusalem. Am 5. April 1977 war er Mitinitiant bei der Gründung des Vereins «Alternatives Lokal Radio» (ALR) und 1979 des Ingenieurbüros RED-EL. Er erarbeitete mehrere Machbarkeitsstudien und Konzessionsgesuche für das ALR, das als erstes nichtkommerzielles Lokalradio der Schweiz am 14. November 1983 legal auf Sendung gehen konnte.
Lindenmaier hatte von allem Anfang an eine länderübergreifende Vision für die nichtkommerzielle Lokalradioszene. So fanden nach der Gründung der «Union nicht kommerzorientierter Lokalradios der Schweiz», UNIKOM, seine tragenden Ideen ihren Ausdruck auch in der 1986 von ihm mitbegründeten «Europäischen Föderation Freier Radios» (FERL), die in kurzer Zeit den Beobachter- und Beraterstatus im Europarat in Strassburg erhielt. Im Rahmen der FERL leistete Lindenmaier einen wichtigen Beitrag zur Legalisierung der freien Radios in Österreich.
In den Jahren 1990 bis 1992 war er Lehrbeauftragter am Institut für Publizistik- und Kommunikationswissenschaften der Universität Wien und am Institut für Unterrichtstechnologie und Medienpädagogik der Universität für Bildungswissenschaften Klagenfurt. Das Wirken Lindenmaiers für die freien nichtkommerziellen Lokalradios trug dazu bei, dass der Europarat heute die wichtige Rolle der Community-Medien in der Wahrung von Meinungs- und Informationsfreiheit anerkennt. Nach dem Fall der Berliner Mauer waren die Erfahrungen der FERL und die Expertise Lindenmaiers in zahlreichen Ländern des ehemaligen Ostblocks in Bezug auf rundfunktechnische Frequenzfragen, regulatorische Belange und Machbarkeitsstudien gefragt (Beispiel Radio F.R.E.I. Erfurt).

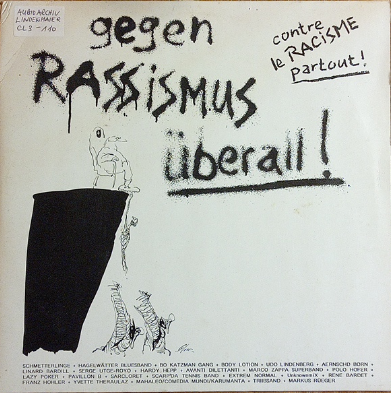
Gegen Rassismus überall! Ein viersprachiges Doppelalbum gegen Asylverschärfung und Apartheid. LoRa, Aktion Zürich Südafrika Boykott und CEDRI. Zyt 956. Februar 1987.

Lindenmaier war neben seinen europäischen Aktivitäten auch in Projekten in Mali (z. B. Radio Kayira Bamako) oder Madagaskar (Mahaleo) involviert und unterhielt Kontakte zu vielen freien Radios im globalen Süden. Als Menschenrechtsaktivist beim CEDRI – dem «Europäischen Komitee zur Verteidigung der Flüchtlinge und Gastarbeiter» – wurde Lindenmaier am 3. CEDRI-Kongress 1986 von Vertretern des ANC (African National Congress, der Partei von Nelson Mandela) angefragt, ob er in Zürich aktiv werden könne. Der Zürcher Finanzplatz unterlaufe die UNO-Sanktionen durch die Kommerzialisierung von gegen 90 % des südafrikanischen Goldes. Das nichtkommerzielle unabhängige Hörer-Radio LoRa wurde in dieser Zeit zum radiophonen lokalen Sprachrohr im Kampf gegen Rassismus und Apartheid, zu einem Aktionszentrum der solidarischen Zivilgesellschaft. Kulturschaffende beteiligten sich mit ihren Werken ab 1986 an der Anti-Apartheid- und Südafrikaboykottkampagne von Radio LoRa. Schweizer und internationale Musiker wie Udo Lindenberg, Karumanta, Comedia Mundi, Mahaleo, Polo Hofer, Yvette Théraulaz, Magda Vogel, Franz Hohler, Linard Bardill, Marco Zappa, Aernschd Born ermöglichten das Doppelalbum «Gegen Rassismus überall».
Mit Nelken in den Gewehrläufen und ohne Blutvergiessen gelang es portugiesischen Militärs am 25. April 1974, der dortigen konservativ-autoritären Diktatur nach 40 Jahren ein demokratisches Ende zu bereiten. Der Hauptplaner dieser friedlichen Aktion war Otelo Saraiva de Carvalho. Er wurde in den Jahren darauf von konservativen Kräften kriminalisiert und nach einem Schauprozess ins Gefängnis gesteckt. Christoph Lindenmaier beteiligte sich aktiv an der Kampagne des CEDRI «Gerechtigkeit für Otelo de Carvalho», die zur Befreiung von Otelo massgeblich beitrug.
Nationalistische Hassreden führten im ehemaligen Jugoslawien zum Ausbruch von Gewalt und 1991 zum ersten Krieg auf europäischem Boden nach dem Zweiten Weltkrieg. Die Regierenden kappten die Telefonleitungen zwischen den einzelnen Republiken und verhinderten so den Informationsaustausch von kritischen antinationalistischen Stimmen gegen die in jedem Krieg wütende Desinformation. Mittels einer von Lindenmaier konzipierten digitalen Infrastruktur konnte diese Blockade der telefonischen Kommunikation unterlaufen werden. So gründeten die FERL und das «Europäische Bürger:innen Forum» (EBF) gemeinsam mit Journalisten in Jugoslawien das «Alternative Medien Netzwerk» (AIM), das gegen hundert Medienschaffenden aus allen Teilrepubliken eine den Frieden fördernde, deeskalierende Kommunikation ermöglichte.
Nach 1996 erhielt Lindenmaier vom schweizerischen Bundesamt für Kommunikation (BAKOM) und der damaligen PTT (Post, Telegramm, Telegraf) den Auftrag für ein Forschungsprojekt APS: Algorithmenprüfung zur Wellenausbreitung in schwierigem Gelände. Ende Juni 1998 wurde dieses Forschungsprojekt abgeschlossen.
Die Digitalisierung erneuerte konkrete Bereiche des Radiomachens. Durch die Entwicklung einer Software Onair tool (OAT) für die digitale Organisation und Ablaufsteuerung für Radioprogramme und Tonträger schuf Lindenmaier in den Jahren 2000 bis 2004 ein kostengünstiges digitales Werkzeug für den nichtkommerziellen Radiobetrieb. «Es bewährte sich auch bei Radio Zinzine. Es ist heute noch ‹laientauglich›.».

## Wirkung und Nachleben
Daniel de Roulet widmete ihm in seinem Nachruf für Lindenmaier in der WOZ vom 16. April 2009 u. a. folgende Worte: «Auch Christoph mit seinem Piratengenie vertrat die Meinung, dass Technologie nie neutral sei und man sie deshalb unbedingt in die eigenen Hände bekommen müsse.» Dieselbe Ausgabe der WoZ würdigte sein Leben: «Mit immensem technischem und politischem Wissen, mit leidenschaftlichem Engagement und großer Menschlichkeit hat er die freie Radiolandschaft in Europa entscheidend geprägt. Sein treffender Schalk und seine unverstellten Emotionen machten Christoph zu einem liebenswerten Menschen mit Ecken und Kanten.»
Lindenmaiers Nachlass ist im Schweizerischen Sozialarchiv in Zürich und bei Memoriav zu finden. Christoph Lindenmaier war mit Kathi Hahn Lindenmaier verheiratet. Der Kameramann Patrick Lindenmaier (* 1959) ist sein Bruder.